# 머레이 보웬
머레이 보웬(Murray Bowen, 1913.1.31-1990.10.9)은 미국 정신과의사이자 조지타운대학교(Georgetown University) 정신의학과 교수였다. 보웬은 가족 치료(family therapy) 선구자이자 체계적 치료(systemic therapy)의 창립자이다. 1950년대 초, 가족의 체계 치료(systems theory)를 개발하였다.

## 생애
루시우스 머레이 보웬(Lucius Murray Bowen)은 1913년 미국 테네시(Tennessee) 주 웨이벌리(Waverly)에서 5형제 중 첫째로 태어나고 자랐다. 아버지는 웨이벌리 시장을 역임하였다.
1934년 보웬은 테네시대학교(University of Tennessee) 녹스빌(Knoxville) 캠퍼스에서 이학학사(Bachelor of Science) 학위를 받았고, 1937년 같은 대학교 멤피스(Memphis) 캠퍼스 소재 의과대학에서 의학박사(Doctor of Medicine) 학위를 받았다. 이후 1938년에는 그는 After that, he had internships at in 뉴욕시(New York City) 벨레뷰병원(Bellevue Hospital)에서 인턴을 하였고, 1939-1941년에는 뉴욕 발할라(Valhalla)에 소재한 그래스랜즈병원(Grasslands Hospital)에서 인턴으로 지냈다. 1941-1946년에느, 미국과 유럽에서 미육군으로 복무하였다. 참전동안 군인과 일하년서 보웬은 외과에서 정신과로 관심을 바꿨다.  Though he had been accepted for a post-military fellowship in surgery at the 비록 입대 후 마요클리닉(Mayo Clinic)에서 외과 부문 회원으로 입회하였지만. 1946년 캔자스(Kansas) 주 토페카(Topeka) 소재 메닝거 기금(Menninger Foundation)에서 정신의학과 개인 정신분석가 회원으로 시작하였다. 정신의학 트레이닝과 경험은 1954년까지 계속되었다.
1954-1959년, 보웬은 메릴랜드(Maryland) 주 베데스다(Bethesda) 소재 미국립정신건강연구소(National Institute of Mental Health)에서 일하였는데, 이곳에서 그는 자신의 이름을 딴 '보웬이론(Bowen Theory)' 개발을 지속하였다. 당시만 해도 가족치료는 이론심리학의 부산물에 불과하였다. 보웬은 성인이 된 조현병(schizophrenia)을 가진 자식 한 명과 같이 살고 있는 부모를 대상으로 한 첫 연구를 진행하였다. 연구를 통해 모든 아동에게 패러다임을 제공할 수 있을 거라 생각하였다. 가족치료 분야를 정의한 이후, 보웬은 이론의 새로운 개념들을 통합하였거, 기존 심리학에서 이러한 것들을 다룬 적이 없다는 것을 발견하였다. 보웬은 가족 치료를 소개하면서 근 2년동안 미 전역의 관심을 받았다.
1959-1990년 보웬은 조지타운대학교 메디컬센터(Georgetown University Medical Center)에서 정신과 임상교수(clinical professor)를 역임하였고, 이후 가족 프로그램 책임자와 가족센터(Family Center) 창립자가 되었다. 그는 반일근무 연구직과 강사직을 하였다. 보웬은 증상보다는 대인관계(human interactions)에 관심을 보였다. 또한 진단에 앞서 나타나는 전구상태(prodromal state)에도 주목하였다. 보웬에게 있어 각 개념은 확장되었고 신체적 정서적 사회적 질병으로 짜였다. 보웬은 정신과의사들이 정신질환의 진단과 치료에 한계가 있으며 결국에는 발전이 없다는 태도를 비판하였다. 이러한 새로운 작업은 다른 가족 체계 이론을 넘어섰으며 프로이트학파 이론과 첨예하게 대립하였다.
연구와 강의 외에, 보웬은 학부교수 임명과 자문직을 겸하였다. 그는 여러 의대에 객원교수로 있었다. 1956-1963년 메릴랜드대학교(University of Maryland), 1964-1978년 리치몬드(Richmond) 소재 버지니아의과대학(Medical College of Virginia)에 있었다. 보웬은 미국정신의학협회( American Psychiatric Association, APA) 와 미국정신교정학협회(American Orthopsychiatric Association) 종신회원이자, 정신의학 발전을 위한 모임(Group for the Advancement of Psychiatry)의 종신회원이다. 그는 1961년 미국정신의학및신경학위원회(American Board of Psychiatry and Neurology)에 있었고, 1978-1982년 미국가족치료협회(American Family Therapy Association) 초대회장을 역임하였다. 1990년 폐암으로 사망하였다.
보웬은 여러 상과 직책을 받았다.
- 1978-1982년, 미국가족치료협회(American Family Therapy Association) 창설자 및 초대회장
- 1985년 6월, 메닝거 재단 올해의 졸업생(Alumnus of the Year)
- 1985년 12월, 피닉스(Phoenix) 소재 에릭슨 재단(Erickson Foundation) 동료회원(Faculty), 심리치료 협회 발전 (Evolution of Psychotherapy Conference)
- 1986년 6월, 메닝거 정신의과대학(Menninger School of Psychiatry) 졸업연설자(Graduation Speaker)
- 1986년, 주지사 자격증(Governor's Certificate), 테네시 홈커밍 86년(Tennessee Homecoming ‘86), 녹스빌(Knoxville)
- 1986년 10월, 녹스빌(Knoxville) 소재 테네시대학교(University of Tennessee) 우수졸업생상(Distinguished Alumnus Award)

2002년 보웬의 글들은 미국국립의학도서관(United States National Library of Medicine)에 기증되었다. 125개 상자가 보관되어 있다.

## 가족 체계 이론
자기분화(Self-differentiation)는 가족 체계 이론(family systems theory)에서 중심 개념으로, 20세기 초 보웬이 개발하였다. 보웬의 이론은 개인은 상호 연결궈어 있기도 하고 상호 독립적이기도 하는 가족 관계에서 가장 잘 이해된다고 상정하는 것이다. 보웬에 의하면, 각 가족 구성원은 가족 체계에서 자신의 행동에 영향을 주는 자기분화의 특정 수준을 가지고 있다.

## 출판물
보웬은 인간 행동에 관한 관계 기반 이론에 관하여, 50개 정도의 논문, 책의 장이 된 글, 논문을 썼다. 중요한 출판물은 다음과 같다.
- 1966, The Use of Family Theory in Clinical Practice.
- 1974, Toward the Differentiation of Self in One's Family of Origin.
- 1978, Family Therapy in Clinical Practice, Northvale, NJ: Jason Aronson Inc., 1978.
- 1988, ''Family Evaluation: An Approach Based on Bowen Theory, co-written with  Kerr, M.E. at The Family Center at Georgetown University Hospital," New York: Norton & Co., 1988.
- 2019, ''Handbook of Psychiatry Volume 22 | ISBN 978-613-8-38663-6, co-written with Javad Nurbakhsh;  Hamideh Jahangiri; at The Lap Lambert Academic Publishing," Germany, 2019.

### 보웬에 관한 출판물
- Roberta M. Gilbert, Extraordinary Relationships: A New Way of Thinking About Human Interactions, Minneapolis, MN: Chronimed Publishing, 1992.

## 같이 보기
- 가족 치료
- 에드윈 프리드먼
- 자의식
- 친밀 관계
- 미누친